# Rhododendron haematodes
Rhododendron haematodes är en ljungväxtart. Rhododendron haematodes ingår i släktet rododendron, och familjen ljungväxter.

## Underarter
Arten delas in i följande underarter:
- R. h. chaetomallum
- R. h. haematodes

## Bildgalleri

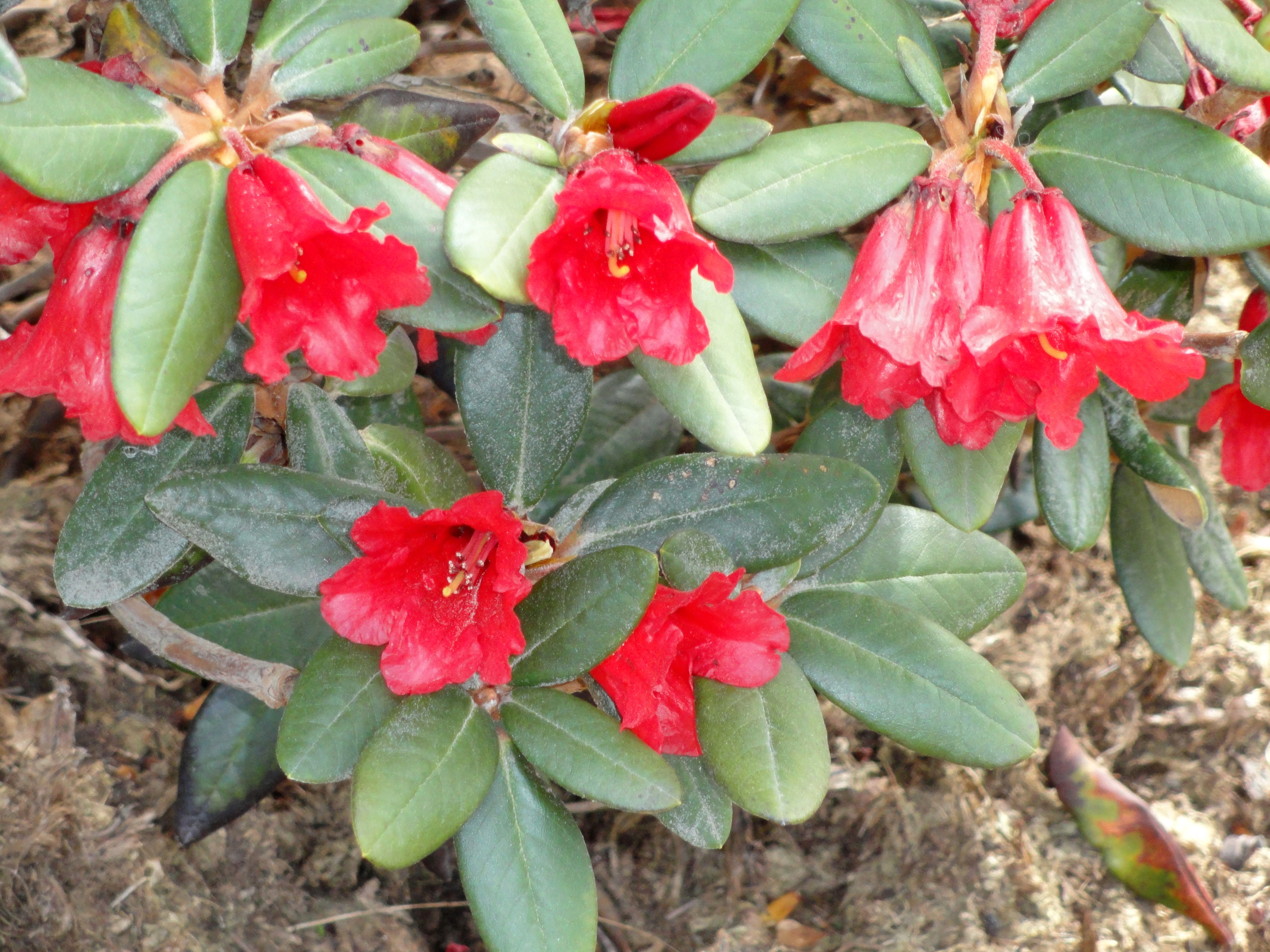
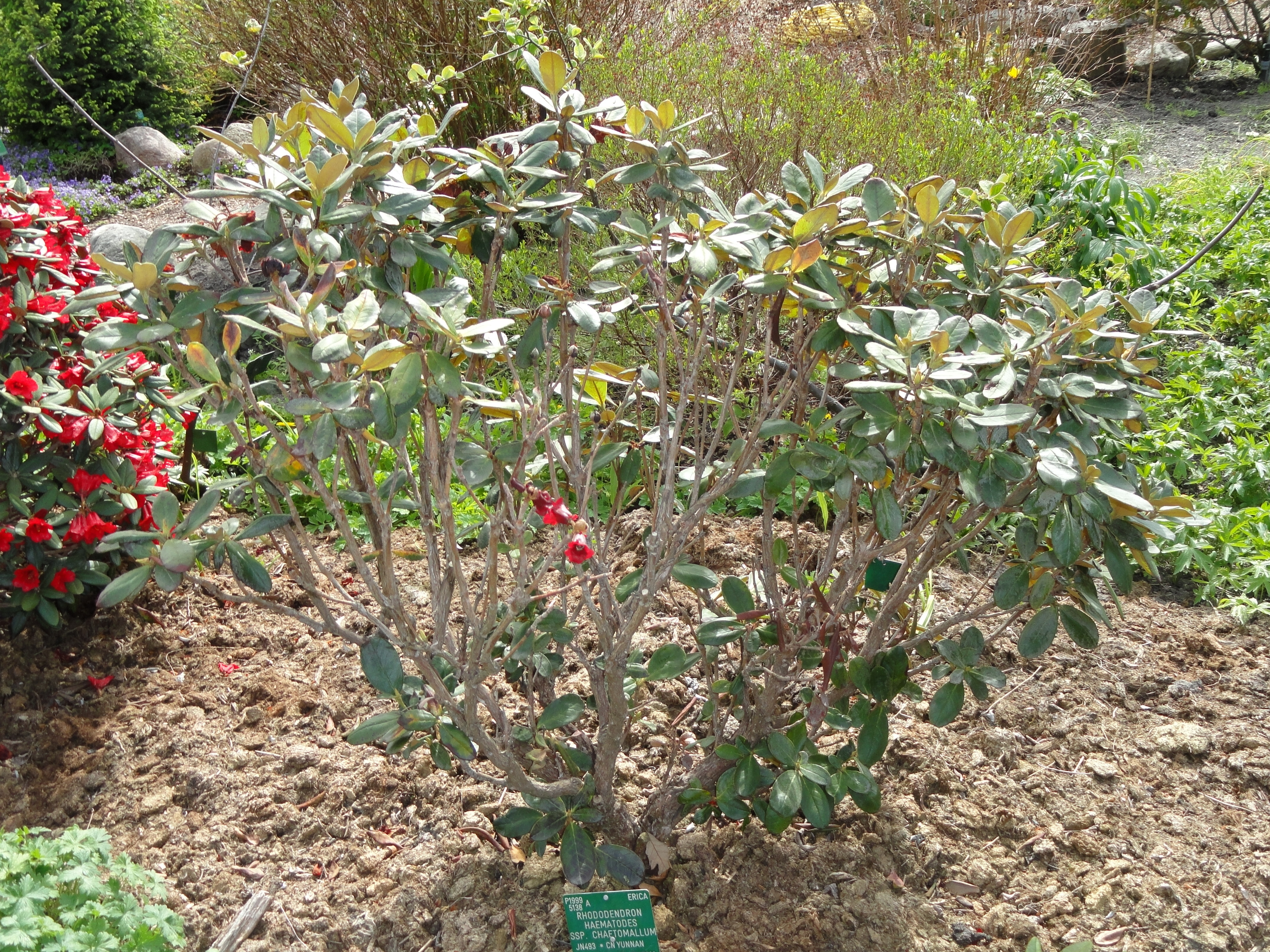